# Babyka U Babky
Babyka U Babky (také zvaná Babyka ve Velkém Rychnově) je památný strom, který roste v Městské Habrové v místě zvaném U Babky (dříve psáno také U babky či U báby).

## Základní údaje
- výška: 10 m (1940)[2], 14 m (1980)[1], 17 m (2009, AOPK ČR)
- obvod: 360 cm (1940)[2], 365 cm (1980)[1], 358 cm (2009, AOPK ČR)
- věk: přes 200 let (1940)[2], tj. více než 285 let aktuálně, 250 let (1980, AOPK ČR)
- zdravotní stav: 4 (1997), 4 (2009)
- sanace: vyzdění, 1995, 2009

## Stav stromu a údržba
Roku 1940 byla babyka popisována jako z dálky nepříliš nápadný strom se 4 metry vysokým dutým kmenem dole obrostlým větvičkami. František Hrobař tehdy doporučil konzervační zásah, který by prodloužil stromu život.
V současné době je kmen vyzděný (patrně důsledek Hrobařova doporučení; dnes se již vyzdívání dutin neprovádí), v koruně chybí polovina rozvětvení.

## Další zajímavosti
Na kmeni stromu visel mariánský obrázek (uváděno k roku 1940).

## Galerie

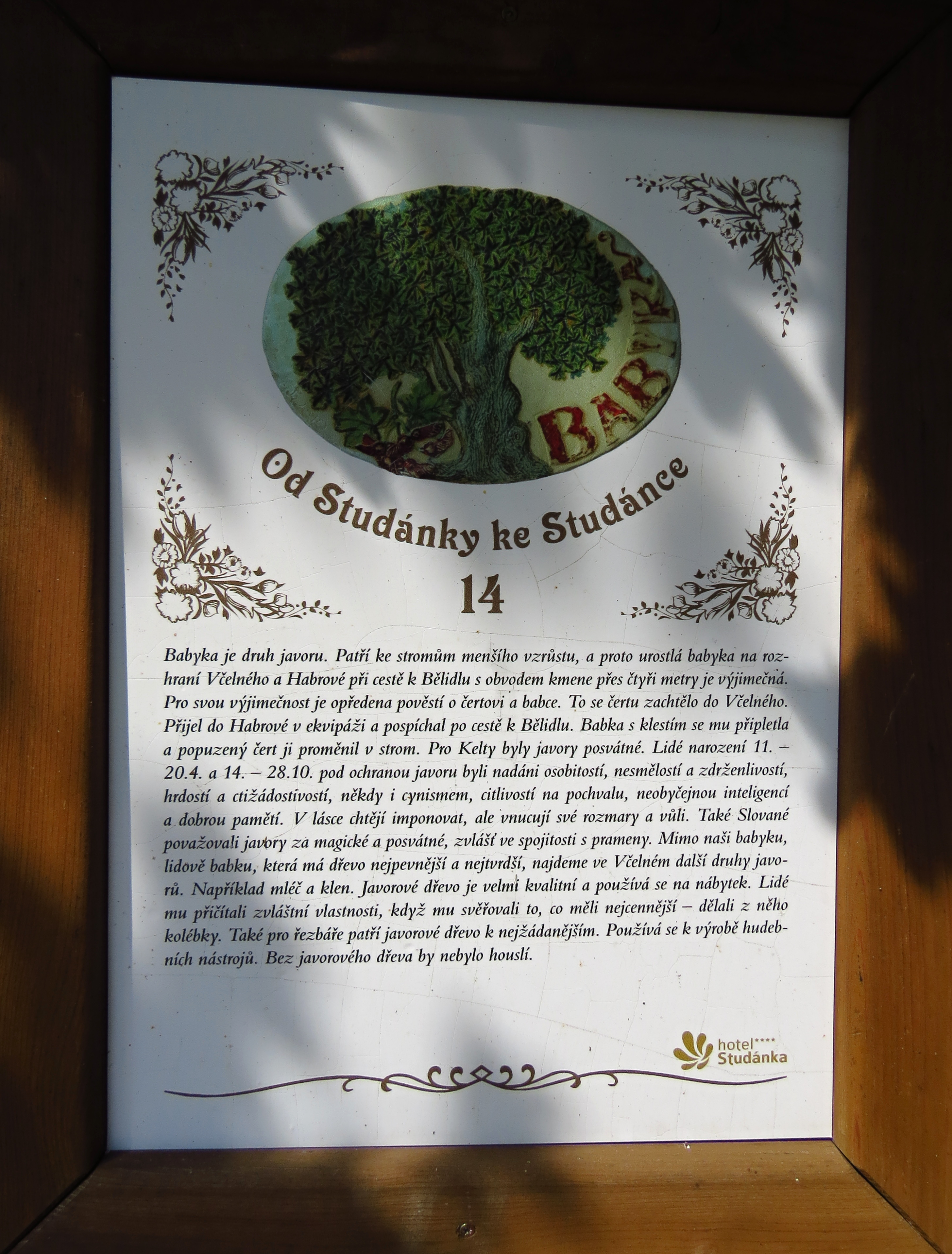
cedule naučné stezky u stromu
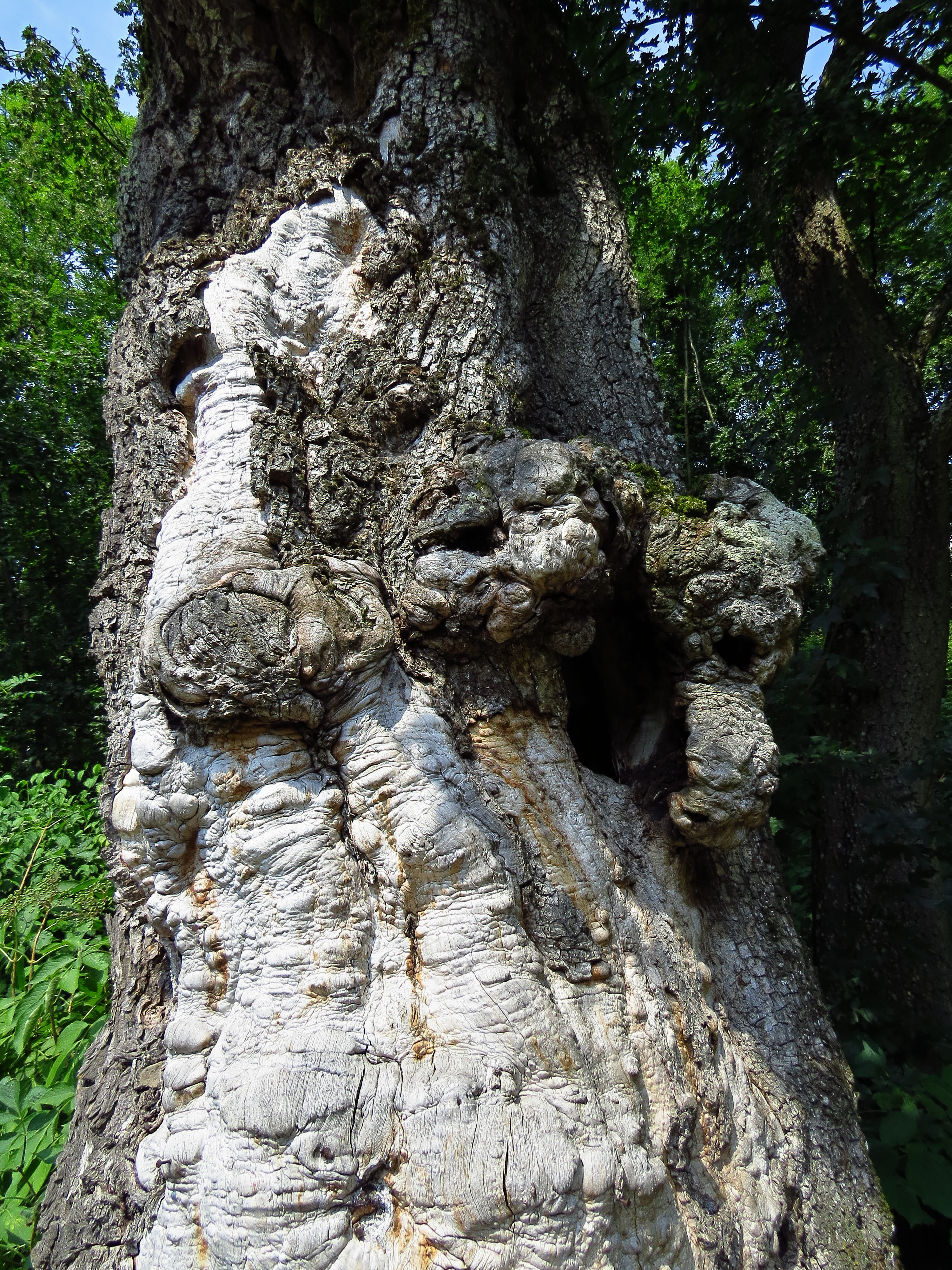
detail kmene stromu
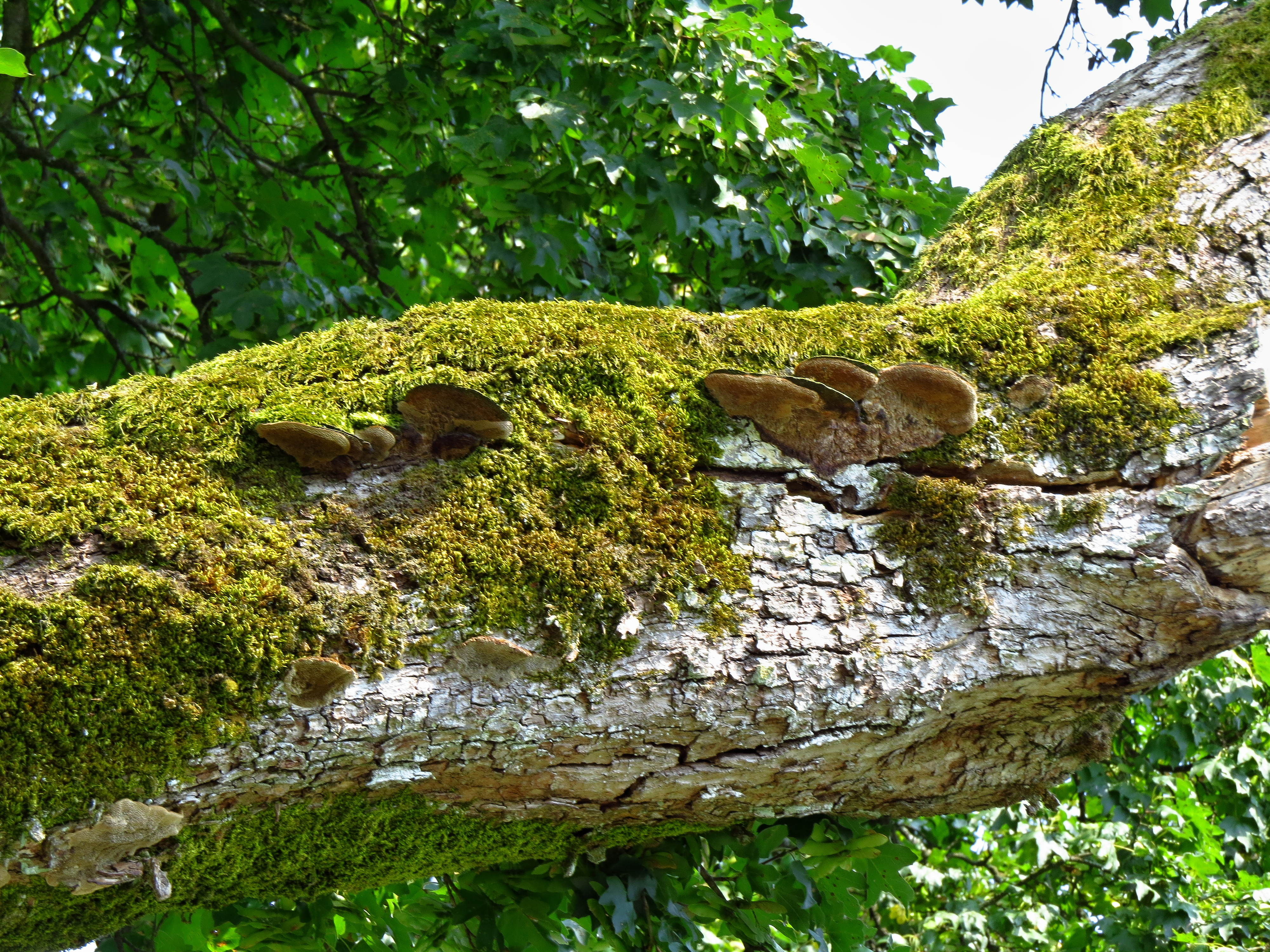
detail jedné z mohutných větví

## Památné a významné stromy v okolí
- Bratrská borovice
- Dub u Studánky